# دخالت ایالات متحده در جنگ ویتنام
دخالت ایالات متحده در جنگ ویتنام کمی پس از پایان جنگ جهانی دوم در آسیا آغاز شد، ابتدا با ظرفیت بسیار محدود و به مرور زمان در یک بازه ۲۰ سال افزایش یافت. حضور نظامی ایالات متحده در آوریل ۱۹۶۹ با حضور ۵۴۳٬۰۰۰ سرباز نیروهای متحد در ویتنام، به اوج خود رسید. تا پایان دخالت ایالات متحده در سال ۱۹۷۳، بیش از ۳٫۱ میلیون آمریکایی در ویتنام مستقر بودند.